# Astronomia medievală
Astronomia greacă a fost transmisă și în est la hinduși, sirieni și arabi, aceștia din urmă au facut lucrări noi despre astronomie  în secolele 9 si 10. În secolul 13 , arabii au tradus lucrarea  lui Ptolemeu, „Almagest“, care a atras atenția europenilor, creând tabele despre mișcările planetelor.
Al-Farghani (Alfarganus în latină, m. 861), cu lucrarea sa 'Ilm an-nujum (Știința stelelor) a făcut o lungă carieră în Europa, în traducerea latină a lui Gerard de Cremona.
Al-Battani,(858-929), cel mai mare astronom arab din perioada sa, numit și Albatenius, cu numele său intreg Abu-Abdullah Muhammad ibn Jabir al Battani, a studiat astronomia mai mult de 40 de ani în Siria. A adus contribuții marcante în istoria matematicii, mai ales în domeniul trigonometriei. Lucrarea sa despre astronomie,De Motu Stellarum, a corectat erorile făcute de Ptolemeu în Almagest.
Alhazen (965-1040), pe numele său complet Abu Ali al-Hasan ibn al-Haytham, a  adus contribuții importante în optică, astronomie și matematică, iar în lucrarea sa remarcabilă, „Optica“, explică comportamentul luminii. Teoria sa spune că fiecare punct dintr-o suprafață luminoasă, reflectă raze de lumină în toate direcțiile, dar numai o singură rază de pe fiecare punct reflectă direct perpendicular pe ochiul uman și numai acea rază o putem vedea. Nici o altă rază reflectată în alte direcții nu poate fi văzută de ochiul uman.
Aryabhata (476-550), care s-a născut în India, dar s-a făcut remarcat în poporul arab sub numele de Arjehir, a susținut teoria că pământul se învârte în jurul axei sale, și a și a dat explicații corecte fenomenelor de eclipsă de soare și de lună.
Giovanni de Dondi (1318-1389), astronom și fizician, a fost cel care a construit primul ceas astronomic, astrarium, care indica cele 24 de ore ale zilei, apusul și răsăritul, și de asemenea fazele lunii.
Levi ben Gershon, cunoscut și ca Gersonides, (1288-1344), un evreu francez, filozof, matematician și astronom, a inventat un instrument de navigare numit instrumentul Iacob.